# Бэйхай
Бэйха́й (кит. упр. 北海, пиньинь Běihǎi; чжуанск. Bwzhaij) — городской округ в Гуанси-Чжуанском автономном районе КНР.

## История
Во времена империи Цин уезд Хэпу был местом пребывания властей Ляньчжоуской управы (廉州府) провинции Гуандун. В 1876 году в соответствии с «Чжифуской конвенцией» его прибрежная часть была открыта для морской торговли с иностранцами, и у рыбацкой деревушки Бэйхай начал быстро развиваться морской порт, в районе которого стали селиться европейцы, строиться госпитали, церкви и т.п.
В 1929 году был официально создан посёлок Бэйхай (北海镇).
После вхождения этих мест в состав КНР в конце 1949 года уезд Хэпу вошёл в состав Специального района Наньлу (南路专区) провинции Гуандун. В 1950 году он перешёл в состав нового Специального района Циньлянь (钦廉专区) провинции Гуандун, власти которого разместились в Бэйхае. В 1951 году посёлок Бэйхай перешёл под прямое управление властей провинции Гуандун, а власти специального района переехали в уезд Циньсянь (钦县), сам специальный район был при этом переименован в Специальный район Циньчжоу (钦州专区). С 1952 года Бэйхай и Специальный район Циньчжоу официально перешли в состав провинции Гуанси (Бэйхай вошёл в состав специального района), при этом из уезда Хэпу был выделен уезд Пубэй. В 1953 году власти специального района переехали в уезд Хэпу.
В 1955 году Специальный район Циньчжоу вернулся в состав провинции Гуандун, где был переименован в Специальный район Хэпу (合浦专区), а городской уезд Бэйхай вновь был выведен из состава специального района, опять перейдя в непосредственное подчинение властям провинции Гуандун. В 1956 году городской уезд Бэйхай был понижен в статусе, перейдя в подчинение властям специального района. В 1958 году Пубэй и Бэйхай были вновь присоединены к уезду Хэпу. В 1959 году Специальный район Хэпу был присоединён к Специальному району Чжаньцзян (湛江专区); Бэйхай при этом получил статус «посёлок уездного уровня» (县级镇). В 1964 году Бэйхай опять стал городским уездом.
В июне 1965 года уезд Хэпу и городской уезд Бэйхай были переданы из провинции Гуандун в состав Гуанси-Чжуанского автономного района, где был вновь создан Специальный район Циньчжоу; из уезда Хэпу был опять выделен уезд Пубэй.
В 1971 году Специальный район Циньчжоу был переименован в Округ Циньчжоу (钦州地区).
Постановлением Госсовета КНР от 8 октября 1983 года городской уезд Бэйхай был выведен из состава округа Циньчжоу, перейдя в непосредственное подчинение властям Гуанси-Чжуанского автономного района.
11 сентября 1984 года в составе Бэйхая были созданы район Хайчэн и Пригородный район (郊区).
Постановлением Госсовета КНР от 21 мая 1987 года уезд Хэпу был передан из состава округа Циньчжоу в подчинение властям Бэйхая.
Постановлением Госсовета КНР от 17 декабря 1994 года был расформирован Пригородный район и были созданы районы Иньхай и Тешаньган.

## Население
Среди населения преобладают ханьцы, также имеются чжуаны и даньцзя («люди на воде»).

## Административно-территориальное деление
Городской округ Бэйхай делится на 3 района, 1 уезд:
| Карта                        | Статус    | Название | Иероглифы      | Пиньинь | Население (2010) | Площадь (км²) |
| ---------------------------- | --------- | -------- | -------------- | ------- | ---------------- | ------------- |
| Хайчэн Иньхай Тешаньган Хэпу |           |          |                |         |                  |               |
| Район                        | Хайчэн    | 海城区   | Hǎichéng qū    |         |                  |               |
| Район                        | Иньхай    | 银海区   | Yínhǎi qū      |         |                  |               |
| Район                        | Тешаньган | 铁山港区 | Tiěshāngǎng qū |         |                  |               |
| Уезд                         | Хэпу      | 合浦县   | Hépǔ xiàn      |         |                  |               |

## Экономика

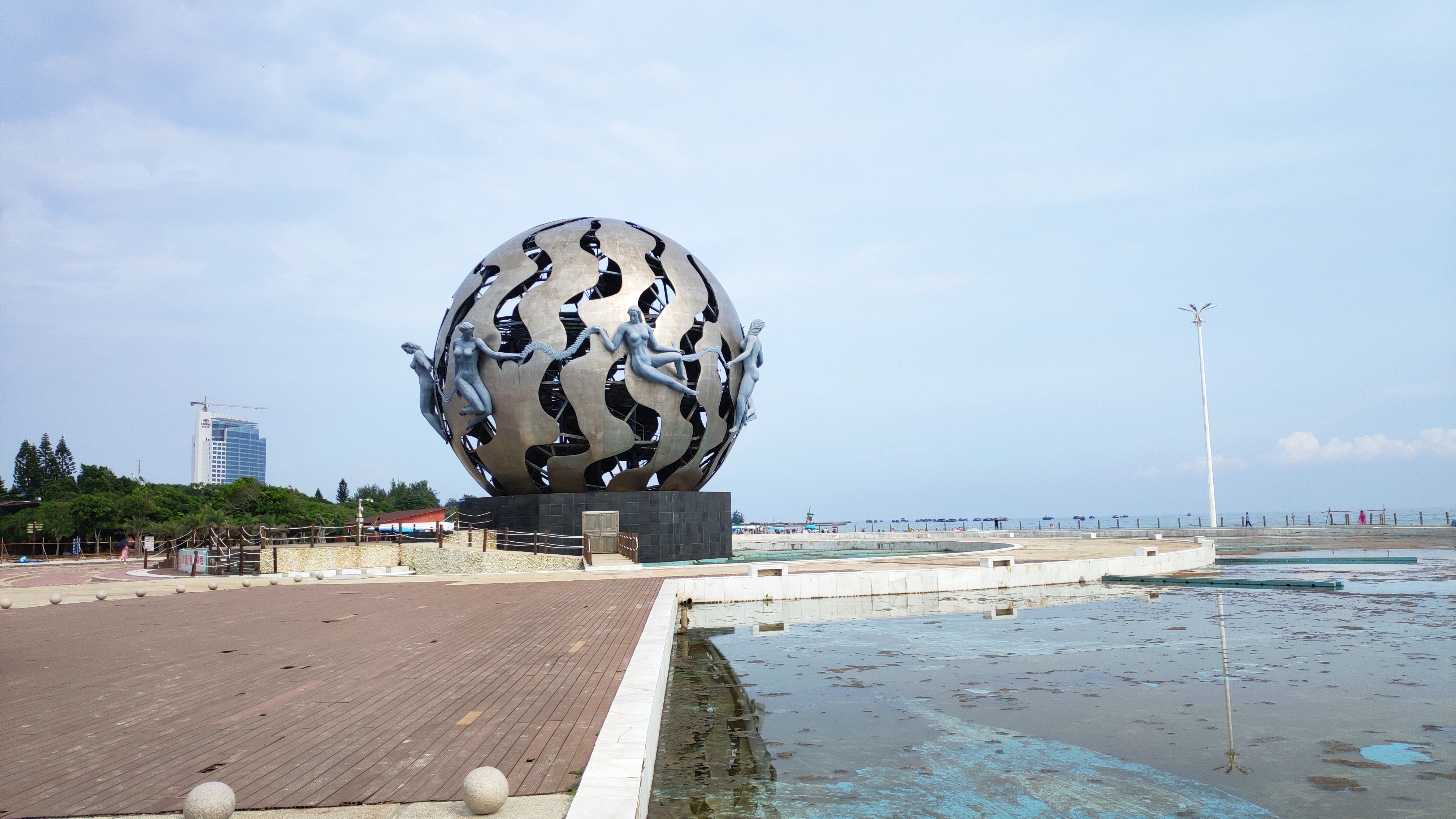
Серебряный пляж

В Бэйхае расположены нефтехимический комбинат Sinopec Beihai Refining & Chemical, бумажные фабрики Nine Dragons Paper и Guangxi Sun Paper, фармацевтические фабрики Galaxy Biomedical и Gofar Chuanshan Biological, заводы электроники и электротехники Lite-On Opto Tech, Sunon Electronics, Tonly Electronics и Ampower, пищевые фабрики Xianmeilai Food, COFCO Sugar и Boston Food, завод очистителей воздуха Kuantech, завод биотоплива COFCO Bio-Energy, завод стройматериалов Huarun Cements. Кроме того, Бэйхай является крупным центром культивирования жемчуга. 

### Туризм
Курорт «Песчаный пляж Бэйхай Иньтань» имеет статус курорта государственного значения.

## Транспорт

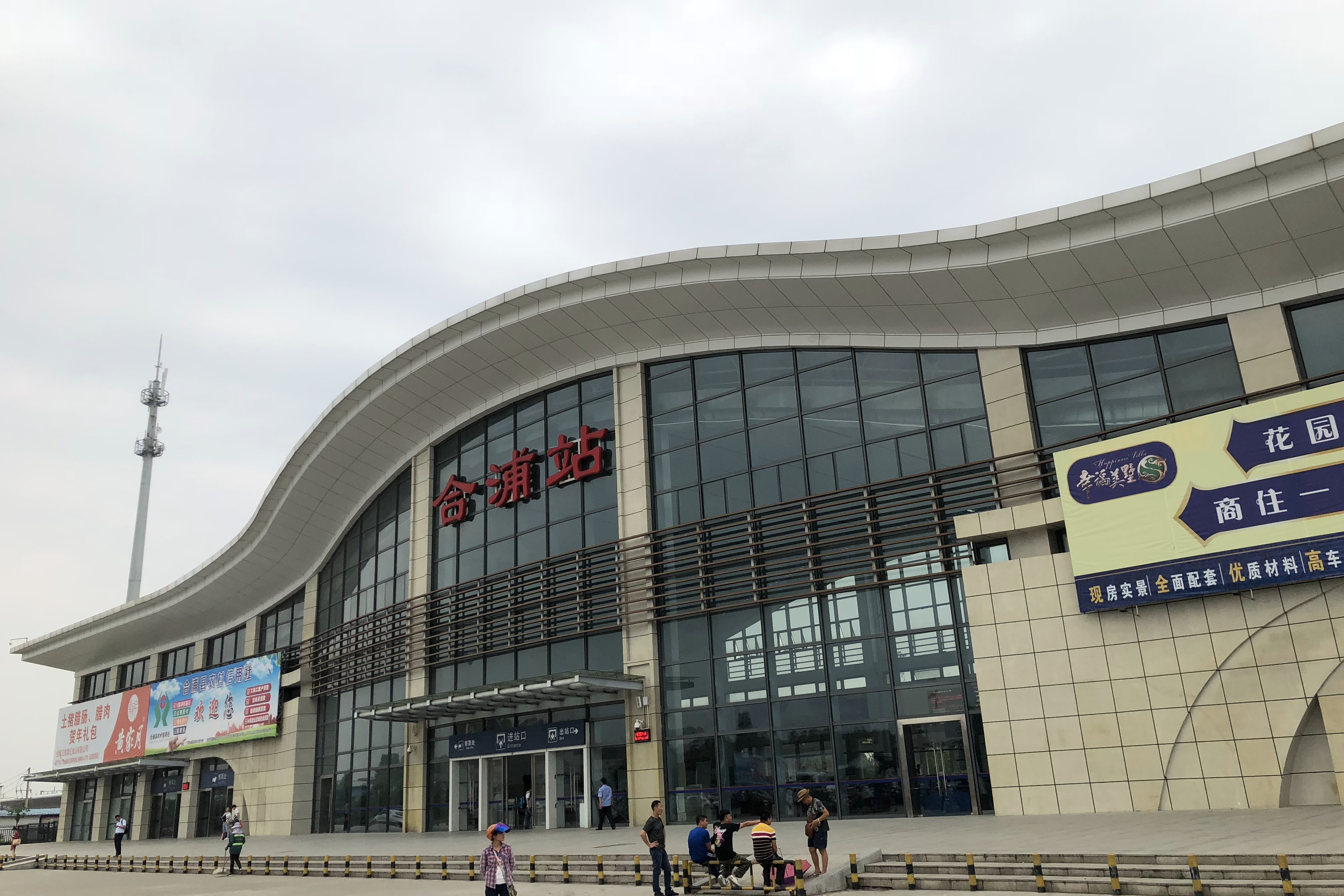
Вокзал Хэпу

Бэйхай является крупным морским портом и важным железнодорожным узлом, через которые товары из Юго-Восточной Азии попадают во внутренние районы Южного и Западного Китая. 